# 玛·阿南德·席拉
玛·阿南德·席拉（英語：Ma Anand Sheela，1949年12月28日—），本名席拉·安巴尔·帕特尔（英語：Sheela Ambalal Patel），又名席拉·比恩斯蒂尔（Sheela Birnstiel），印度裔美国瑞士公民，罗杰尼希运动（奥修运动）前发言人。1981年到1985年担任奥修私人秘书，负责管理美国俄勒冈州沃斯科县罗杰尼希社区，1986年因参与1984年羅傑尼希教生物恐怖攻擊，犯谋杀未遂和人身伤害罪，被判20年监禁。她在服刑39个月后假释。随后移居瑞士，在当地结婚并买下两间疗养院。1999年，瑞士法庭裁定她在1985年策划谋杀美国联邦检察官查尔斯·特纳罪名成立。
前罗杰尼希社区市长戴维·贝瑞·纳普（又名斯瓦米·克里希纳·德瓦，Swami Krishna Deva）向联邦调查局作证时，表示席拉和他1985年访问印度时，向她的第一任丈夫马克·哈里斯·西尔弗曼（Marc Harris Silverman）注射了药物，致马克死亡。出狱后，席拉嫁给了瑞士人乌尔斯·比恩斯蒂尔（Urs Birnstiel），但是乌尔斯在他们结婚后不久染上艾滋病去世。

## 早年
1949年，席拉在印度古吉拉特邦巴罗达出生，是古吉拉特夫妇安巴尔（Ambalal）和马尼本·帕特尔（Maniben Patel）六个孩子中最年轻的一个。18岁时，席拉搬到美国，在新泽西州蒙特克莱尔州立大学读书
成年后的席拉嫁给了伊利诺伊州高地公园的美国人马克·哈里斯·西尔弗曼（Marc Harris Silverman），改名席拉·西尔弗曼（Sheela P. Silverman）。1972年，她移居印度，与丈夫一起修行。他们成了印度上师奥修的门徒，而席拉改名为玛·阿南德·席拉。丈夫去世后，席拉嫁给了同样信奉罗杰尼希教的约翰·谢弗（John Shelfer）。

## 生涯

### 罗杰尼希教
1981年，奥修任命她为私人助理。同年，她说服奥修离开印度，到美国建立静修处。1981年7月，罗杰尼希国际基金会在俄勒冈州沃斯科县买下64,000英畝（260平方）的大泥地牧场（Big Muddy Ranch），开发罗杰尼希社区。之后她获委任基金会主席，负责社区的管理，每天和罗杰尼希见面，讨论商务事宜。席拉表示，奥修唆使她和其他奥修教成员策划后来犯下罪行

### 犯罪
1984年，静修社区与当地居民和沃斯科县委员会的矛盾日渐升温。席拉计划影响11月沃斯科县的选举，夺取两个公开的议席。他们用公交车接载俄勒冈州内外数百名流浪者，帮他们注册县的选民。然而收效不佳，席拉于是密谋利用“细菌和其他手法令民众染病”，阻止他们前去投票。结果，当地十间餐厅的沙拉吧粘上了沙门氏菌，大约750人患病。
1985年9月13日，席拉逃亡到欧洲 。几天后，奥修指责她有纵火、窃听、谋杀未遂和大规模投毒的行为，同时直言席拉写了《罗杰尼希之书》，用他的名义发行。后来，静修社区用篝火烧掉了席拉的长袍和5000本《罗杰尼希之书》。
美国当局后来搜查席拉的家，发现了窃听网络和用来培养袭击案中细菌的实验室。1986年10月，席拉在西德被捕。次年2月被控移民欺诈和谋杀未遂，获引渡到美国。俄勒冈州检察长起诉席拉犯下毒杀县长马修和律师候斯，美国联邦检察官起诉她在餐厅投毒。1986年7月22日，席拉的一级人身伤害和密谋侵害候斯罪名成立，之后的二级人身伤害和密谋侵害马修的罪名也成立。席拉承认向县办公室纵火和窃听社区居民。基于这些罪名，席拉被判三项20年联邦监禁，刑期同时进行。此外还需罚款47万美元。
席拉被送到加利福尼亚州都伯林的女子联邦纠正所。在都伯林，她计划拍一部讲她一生的“争议性纪录片”。1988年12月，因在狱中表现良好，服刑了39个月的席拉获释。席拉出狱后移居瑞士。

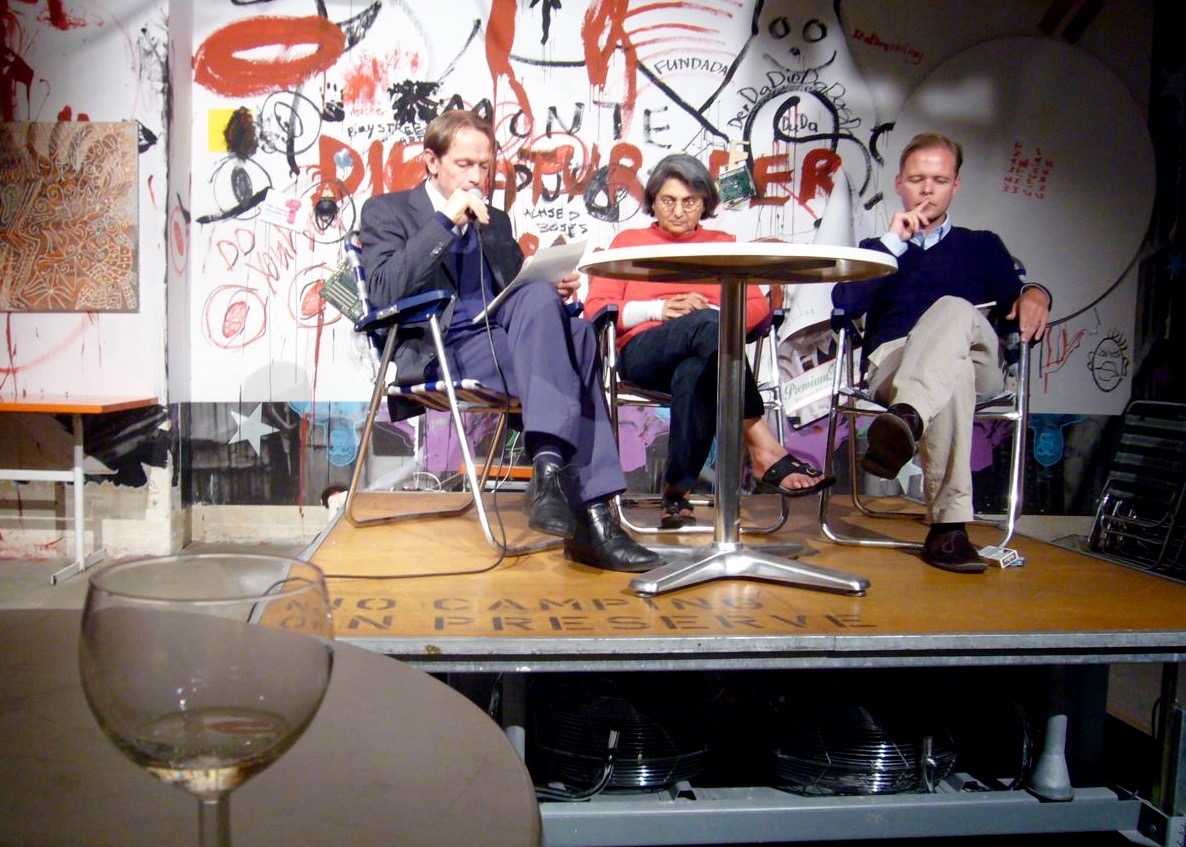
席拉在伏尔泰酒馆，摄于2008年

## 晚年生活
席拉之后嫁给了同为罗杰尼希教信徒的瑞士公民乌尔斯·比恩斯蒂尔（Urs Birnstiel）。席拉搬到瑞士邁斯普拉赫，在当地买了两间疗养院
1999年，瑞士法庭裁定她在1985年策划谋杀美国联邦检察官查尔斯·特纳罪名成立。然而瑞士政府拒绝把她引渡到美国，同意在瑞士审判她。她在瑞士给她指控同等罪名成立，被判刑期已服。
2008年，席拉与大卫·伍达德和克里斯蒂安·柯哈特在达达主义运动发祥地苏黎世伏尔泰酒馆举行艺术展。
2018年，纪录片《异狂国度》发行，该片出现了席拉的访谈。2018年7月20日，《BBC Stories》的YouTube频道发布视频《Wild Wild Country: What happened to Sheela?》。
2019年9月29日，席拉在德里接受卡蘭·喬哈专访。
2019年11月，Netflix宣布席拉将参加该平台的全新纪录片。影片将聚焦席拉三十多年来的首次印度之旅，呈现席拉的祖屋和浦那的奥修火葬地。影片已在Netflix上映。。

## 相关书目

### 延伸阅读
- Collins, Catherine Ann, , King, Andrew  (编), , Praeger Publishers: 115–131, 1992, ISBN 0-275-93840-9
- The Oregonian staff. . The Oregonian（英语：The Oregonian） (Oregonian Publishing Co.). 1988-12-14: E06.
- O'Brien, Paula (2008) The Rajneesh sannyasin community in Fremantle （页面存档备份，存于） Master's degree thesis at Murdoch University